# Manderen
Manderen (deutsch Mandern, lothringisch Manneren oder Mannern) ist eine ehemalige französische Gemeinde mit 405 Einwohnern (Stand: 1. Januar 2020) im Département Moselle in der Region Grand Est (bis 2015 Lothringen). Sie gehörte zum Arrondissement Thionville. Die Einwohner werden Manderenois und Manderenoises genannt. Spitzname: „Di Mannerer Pannelecker“.
Der Erlass des Präfekten vom 20. November 2018 legte mit Wirkung zum 1. Januar 2019 die Eingliederung von Manderen als Commune déléguée zusammen mit der früheren Gemeinde Ritzing zur neuen Commune nouvelle Manderen-Ritzing fest.

## Geographie
Manderen liegt im Manderental, einem Seitental der Mosel, das vom Bach Manderen durchflossen wird, etwa 25 Kilometer nordöstlich von Thionville (Diedenhofen) nahe dem Dreiländereck Frankreich – Luxemburg – Deutschland. Das 8,92 km² umfassende Ortsgebiet grenzt im Nordosten an die saarländische Gemeinde Perl.

## Geschichte
Mandern kam im Jahre 1346 unter Johann dem Blinden als Exklave zum Herzogtum Luxemburg. Ältere Ortsbezeichnungen sind Monder (1594), Mondern (1625) und Mamern (1741).
Bis zur Französischen Revolution bildete die Ortschaft eine Enklave Luxemburgs in Lothringen. Nach der Eroberung Luxemburgs durch Frankreich 1795 bildete es eine Enklave des Wälderdepartements im Departement Moselle. Im Zweiten Pariser Frieden 1815 fiel das Dorf mit den übrigen luxemburgischen Gebieten rechts der Mosel an Preußen und bildete eine preußische Enklave in Frankreich, ehe es durch die Grenzkonvention zwischen Preußen und Frankreich 1829 zu Frankreich kam. Zu Manderen gehört seit 1830 auch das östlich gelegene Dorf Tunting (Tüntingen, Spitzname: Di Tënténger Dëppegiisser).
Im Rahmen den Frankfurter Friedens vom 10. Mai 1871 kam die Ortschaft an das deutsche Reichsland Elsaß-Lothringen, und das Dorf wurde dem Kreis Diedenhofen-Ost im Bezirk Lothringen zugeordnet. Die Dorfbewohner betrieben Getreidebau und Viehzucht. Im Dorf gab es fünf Mühlen. Nach dem Ersten Weltkrieg musste die Region aufgrund der Bestimmungen des Versailler Vertrags 1919 an Frankreich abgetreten werden und wurde Teil des Département Moselle. Im Zweiten Weltkrieg war die Region von der deutschen Wehrmacht besetzt.

## Bevölkerungsentwicklung
| Manderen: Einwohnerzahlen von 1806 bis 2020                                                                                | Manderen: Einwohnerzahlen von 1806 bis 2020 | Manderen: Einwohnerzahlen von 1806 bis 2020 | Manderen: Einwohnerzahlen von 1806 bis 2020 | Manderen: Einwohnerzahlen von 1806 bis 2020 |
| --- | ------------------------------------------- | ------------------------------------------- | ------------------------------------------- | ------------------------------------------- |
| Jahr |                                             |                                             |                                             | Einwohner                                   |
| 1806 | 1806                                        |                                             | 385                                         | 385                                         |
| 1836 | 1836                                        |                                             | 819                                         | 819                                         |
| 1841 | 1841                                        |                                             | 865                                         | 865                                         |
| 1861 | 1861                                        |                                             | 703                                         | 703                                         |
| 1866 | 1866                                        |                                             | 712                                         | 712                                         |
| 1872 | 1872                                        |                                             | 687                                         | 687                                         |
| 1876 | 1876                                        |                                             | 697                                         | 697                                         |
| 1881 | 1881                                        |                                             | 600                                         | 600                                         |
| 1886 | 1886                                        |                                             | 600                                         | 600                                         |
| 1891 | 1891                                        |                                             | 570                                         | 570                                         |
| 1896 | 1896                                        |                                             | 522                                         | 522                                         |
| 1901 | 1901                                        |                                             | 473                                         | 473                                         |
| 1906 | 1906                                        |                                             | 466                                         | 466                                         |
| 1911 | 1911                                        |                                             | 502                                         | 502                                         |
| 1921 | 1921                                        |                                             | 463                                         | 463                                         |
| 1926 | 1926                                        |                                             | 456                                         | 456                                         |
| 1931 | 1931                                        |                                             | 462                                         | 462                                         |
| 1936 | 1936                                        |                                             | 449                                         | 449                                         |
| 1946 | 1946                                        |                                             | 388                                         | 388                                         |
| 1954 | 1954                                        |                                             | 376                                         | 376                                         |
| 1962 | 1962                                        |                                             | 371                                         | 371                                         |
| 1968 | 1968                                        |                                             | 368                                         | 368                                         |
| 1975 | 1975                                        |                                             | 358                                         | 358                                         |
| 1982 | 1982                                        |                                             | 355                                         | 355                                         |
| 1990 | 1990                                        |                                             | 376                                         | 376                                         |
| 1999 | 1999                                        |                                             | 383                                         | 383                                         |
| 2006 | 2006                                        |                                             | 403                                         | 403                                         |
| 2013 | 2013                                        |                                             | 425                                         | 425                                         |
| 2020 | 2020                                        |                                             | 405                                         | 405                                         |
| Quelle(n): EHESS/Cassini bis 1999, INSEE ab 2006 Anmerkung(en): Ab 1962 offizielle Zahlen ohne Einwohner mit Zweitwohnsitz |                                             |                                             |                                             |                                             |

## Kultur und Sehenswürdigkeiten
- Die Burgruine Mensberg, auch Burg Malbrouck genannt, wurde 1419 bis 1434 erbaut und ist seit 1930 als Monument historique klassifiziert. Von der ersten Burg, die Arnold III. de Sierck nach 1274 erbaute, ist nur noch der Nordwestturm erhalten. Die heutige Burg wurde zwischen 1420 und 1439 von Arnould VI de Sierck erbaut. Dazu gehörte eine 1439 geweihte Kapelle, die heute zerstört ist. 1492 ging die Burg dann an die Familie Sayn über, 1603 dann an die Familie Sulz, die große Ausbauarbeiten durchführte. Anschließend gehörte sie der Familie Bettainviller, im 18. Jahrhundert dann der Familie Marizot, die 1737 im Hof landwirtschaftliche Nebengebäude errichten ließ, die heute verschwunden sind. Das Wohngebäude datiert aus dem 19. Jahrhundert.
- Die Pfarrkirche Invention-de-Saint-Étienne (deutsch Auffindung des heiligen Stephan) ersetzt einen Vorgängerbau aus dem Jahr 1618. Das Langhaus und der Chor wurden um 1776 umgebaut, der Glockenturm stammt aus dem Jahr 1894.
- Die Kapelle Saint-Nicolas in Tunting wurde nach 1817 an der Stelle einer früheren Kapelle neugebaut. Die Eingangstür datiert aus dem zweiten Hälfte des 19. Jahrhunderts.

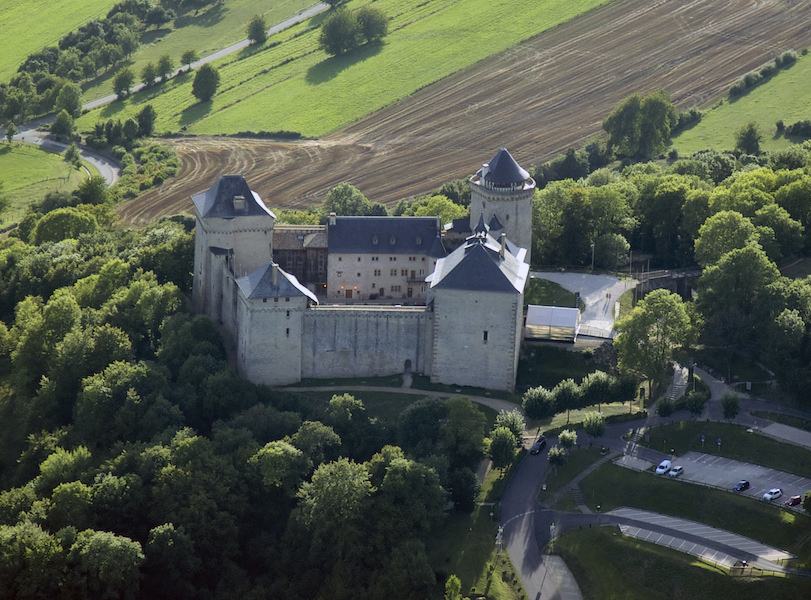
Burgruine Mensberg
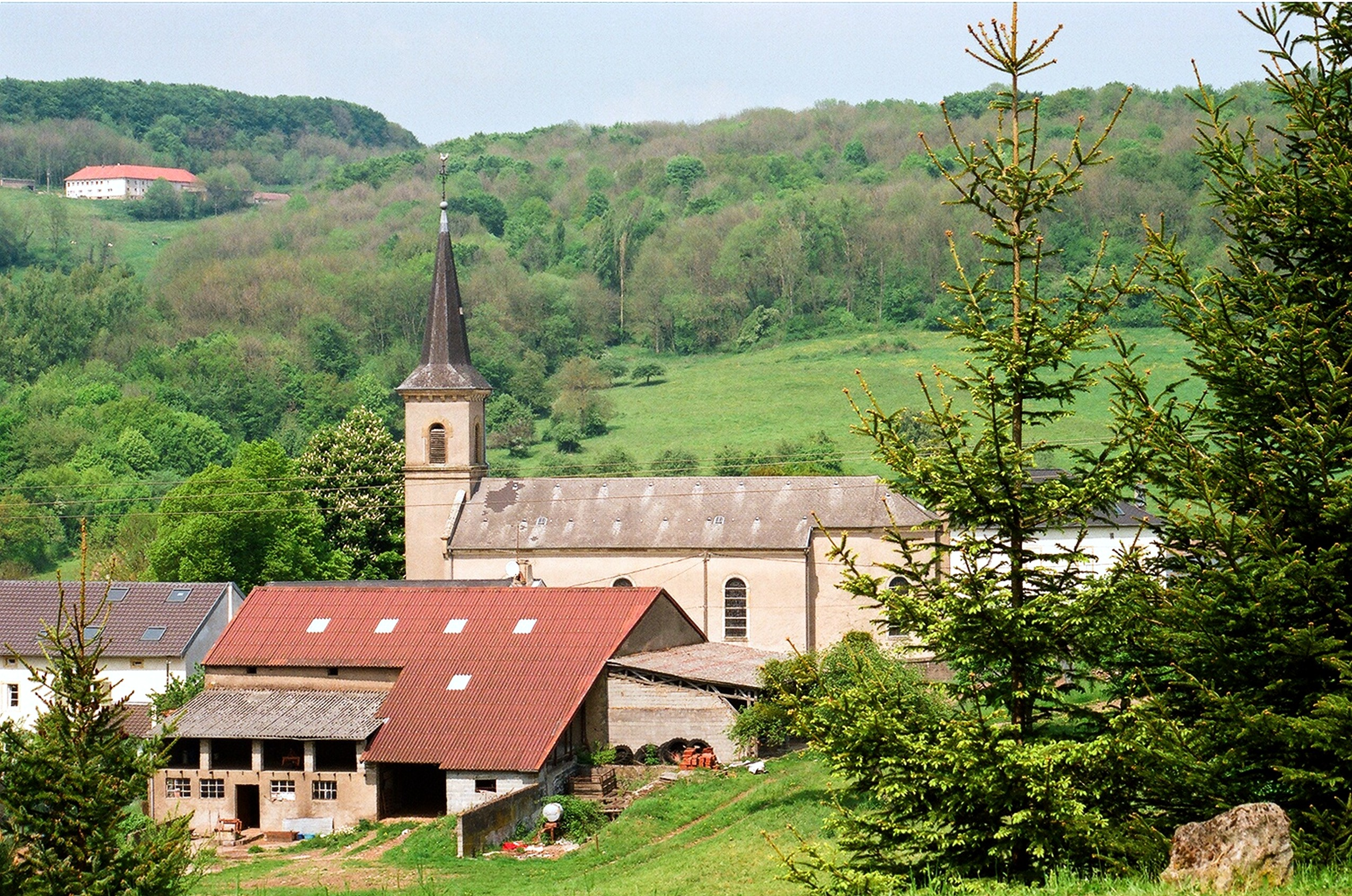
Pfarrkirche Saint-Etienne
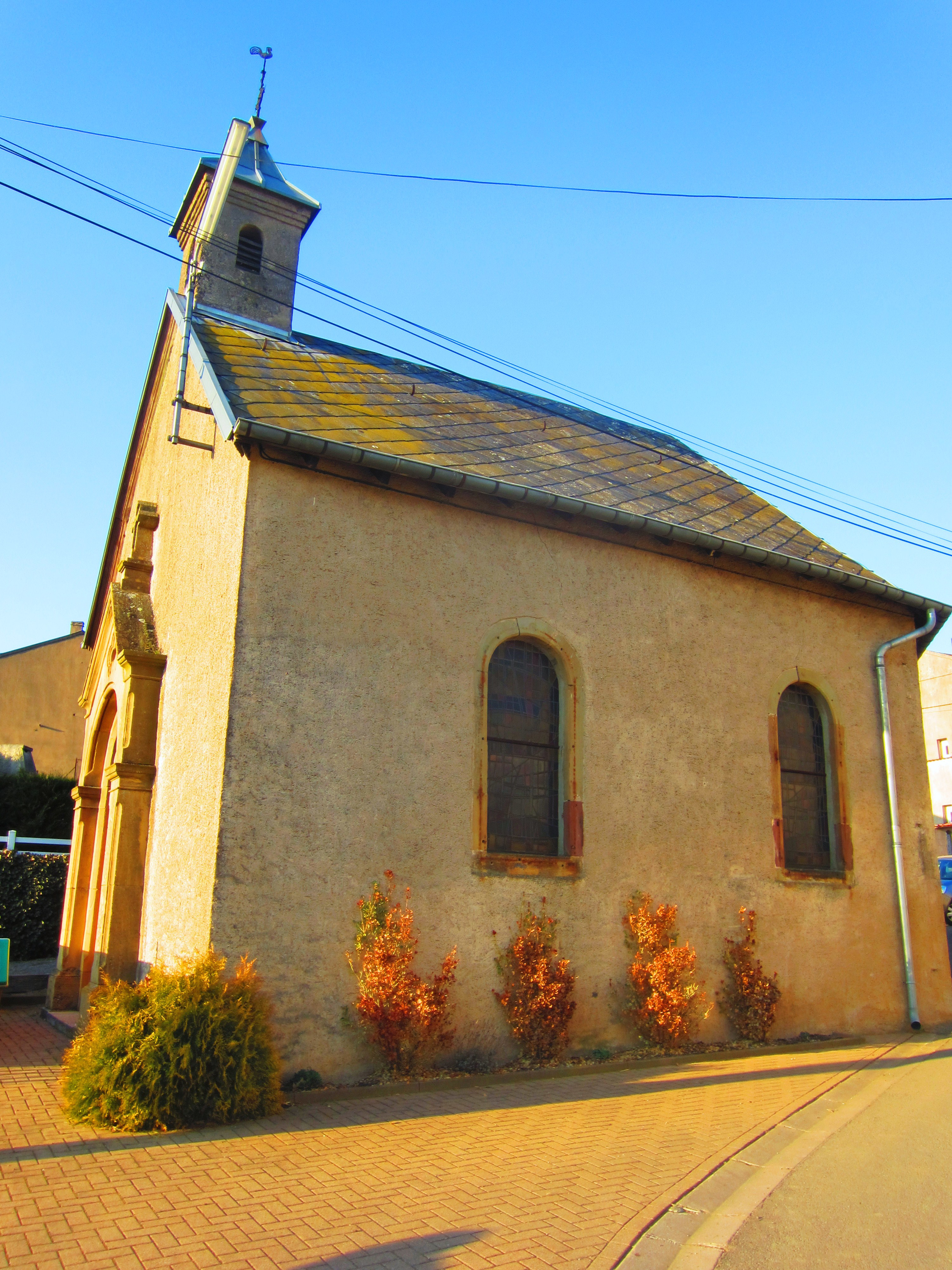
Kapelle Saint-Nicolas